# Jarosław Suchoples
Jarosław Edward Suchoples  (ur. 12 kwietnia 1969 w Gdańsku) – polski historyk; od 2017 do 2019 ambasador RP w Finlandii.

## Życiorys
W 1988 ukończył III LO w Gdyni. Absolwent Wydziału Historycznego Uniwersytetu Gdańskiego. Od 1988 do 1990 działacz NZS. W 2000 uzyskał z wyróżnieniem doktorat na Uniwersytecie Helsińskim (promotor: Matti Klinge). Odbywał staże naukowe m.in. na Uniwersytecie Kalifornijskim w Berkley, Uniwersytecie Humboldtów i Wolnym Uniwersytecie w Berlinie, Uniwersytecie Wrocławskim, Uniwersytecie Warmińsko-Mazurskim czy Uniwersytecie Szczecińskim. W latach 2000–2002 pracował jako analityk w Polskim Instytucie Spraw Międzynarodowych. Był także szefem projektu badawczego realizowanego w Bibliotece Parlamentu w Helsinkach (1997). W latach 2013–2015 pracował na stanowisku profesora studiów europejskich w Instytucie Studiów Malezyjskich i Międzynarodowych Malezyjskiego Uniwersytetu Narodowego w Bandar Baru Bangi Kuala Lumpur.
Jest autorem publikacji naukowych poświęconych Finlandii, regionowi Morza Bałtyckiego, zagadnieniom związanym z historią I i II wojny światowej oraz kulturami pamięci o tych konfliktach.
Zna, w różnym stopniu, języki: angielski, niemiecki, rosyjski i fiński. Z żoną dr Katarzyną Stachurą-Suchoples ma córkę.

## Wybrane publikacje
- World War II Re-explored. Some New Millenium Studies in the History of the Global Conflict, Jarosław Suchoples, Stephanie James, Barbara Törnquist-Plewa, 2019, Frankfurt nad Menem, Peter Lang, ISBN 978-3-631-77740-4
- Re-visiting World War I, Interpretations and Perspectives of the Great Conflict, Jarosław Suchoples, Stephanie James, 2016, Frankfurt nad Menem, Peter Lang, ISBN 978-3-631-67455-0
- Representations of War in Films and Novels, Jarosław Suchoples, Richard Mason, 2016, Frankfurt nad Menem, Peter Lang, ISBN 978-3-631-66966-2
- Finland 1917–1918 in the documents of the US Department of State, Wrocław: Atut, 2007.
- Finlandia w polityce Stanów Zjednoczonych 1917–1919, Warszawa: Trio, 2002.
- Skandinavien, Polen und die Länder der östlichen Ostsee – Vergangenheit, Gegenwart, Zukunft, Wydawnictwo Uniwersytetu Wrocławskiego, Wrocław 2005.
- Finland and the United States, 1917–1919. The Early Years of Mutual Relations. Towarzystwo Literatury Fińskiej, Helsinki 2000.
- Finland in the international affairs of the 20th century. A selected bibliography consisting of articles, papers and books written in foreign languages, Helsinki. Eduskunnan kirjasto,2000.